# Blood and Honour Vlaanderen
Blood and Honour Vlaanderen est la version flamande de l'organisation skinhead néonazie internationale Blood and Honour, apparue dans les années 1990 en Belgique. Des publications néonazies néerlandophones, comme francophones (par exemple Bec et ongles, alors éditée par un dirigeant du groupe l'Assaut) s'occupèrent de la promotion de ses activités. Dix ans plus tard, gardant des contacts en Wallonie auprès de naziskins proches du Front national, puis du mouvement Nation, c'est surtout en Flandre que Blood and Honour va se développer. Notamment avec la caution idéologique de Bert Eriksson, l'ancien « führer » du Vlaamse Militanten Orde (VMO).
En Belgique, les productions « oi! » et « RAC » faisant partie de la « galaxie Blood and Honour » sont distribuées par « Pure-Impact », un label de disque fondé en 1984, dans la périphérie bruxelloise, par un bonehead proche du Parti des forces nouvelles et du groupe l'Assaut de Hervé Van Laethem.
Aujourd'hui, une « division flamande » de B&H existe toujours sous le nom de Blood and Honour-Vlaanderen. Cette dernière est en relation étroite avec Groen-rechts (un groupuscule « écolo-nazi » d'Anvers) et l'ex-Vlaamse jongeren Mechelen (VJM), dont les dirigeants donnèrent naissance à la Vlaamse jongeren Westland (VJW), les principaux contacts flamands du mouvement francophone Nation. Blood and Honour-Vlaanderen, Groen-rechts et la VJM se retrouvent, encore avec Nation, au sein du « Comité des nationalistes contre l'OTAN ». Ces groupes néerlandophones développent également des synergies militantes avec des militants des Vlaams Belang Jongeren (VBJ).
En 2007 un nouveau mouvement néo nazi flamand fait son apparition  avec le même but que le Bloed-Bodem-Eer en Trouw il porte le nom de ‘’Résistance Flamande ‘’ qui opère au sein de la Flandre française.

## Négationnisme
La division flamande de B&H est totalement impliquée dans le réseau négationniste actif en Belgique. Le 2 mars 2002, quelque part en Flandre et dans la totale clandestinité, elle participait au « Revisionistisch congres » où prirent la parole Siegfried Verbeke (VHO), Bert Eriksson (ex-VMO), Vincent Reynouard (négateur français exilé en Belgique et depuis lors responsable de « Vision historique objective », la section francophone de VHO) et Paul Kruger (pseudonyme du porte-parole de Blood and Honour Vlaanderen). Le 19 mars 2005 à Waasmunster, près d'Anvers, la publication néonazie flamande Bloed, Bodem, Eer en Trouw (BBet, "Sang, Terre, Honneur, Fidélité"), proche de B&H Vlaanderen, organisait un meeting néonazi clandestin pour soutenir le combat des négateurs du Judéocide et des autres crimes commis par la dictature hitlérienne. Depuis, BBet regrouperaient des dissidents de B&H. Il faut savoir que cette nébuleuse néonazie est traversée de nombreux conflits internes.

### Des attentats néonazis déjoués en septembre 2006
Un réseau néo-nazi, Bloed-Bodem-Eer en Trouw (BBeT) (Sang, Terre, Honneur et Fidélité), mouvement dissident issu du Blood and Honour en Flandre, a été démantelé en septembre 2006. Selon Le Soir, il « projetait des attentats » afin de « déstabiliser » le pays, et l'enquête était en cours depuis 2004. (Le Soir  ). Dix-sept personnes ont été arrêtées dans le cadre de la loi antiterroriste de décembre 2003, la loi sur les armes, et celles sur le racisme, la xénophobie et le négationnisme. Parmi celles-ci, onze militaires (un candidat officier, un sous-officier, huit soldats parmi lesquels le chef du réseau, B.T., militaire au régiment « Libération » à Bourg-Léopold, une ville garnison proche de la frontière néerlandaise.
André Flahaut, le ministre de la Défense, a salué le « rôle moteur » du service de renseignement militaire dans cette affaire, qui, pourtant, abritait naguère les réseaux stay-behind belges, soupçonnés d'implication dans les tueries du Brabant dans les années 1980. Pour Manuel Abramowicz, auteur de plusieurs ouvrages sur l'extrême droite en Belgique et dirigeant du réseau RésistanceS de surveillance de l'extrême droite, les « ultras » de la droite radicale ont toujours eu pour objectif « d'infiltrer les rouages de l'État », dont l'armée dans les années 1970 et 80, via les mouvements Westland New Post (WNP) et Front de la Jeunesse.
Comme lors d'autres enquêtes à propos des réseaux Gladio, des armes, munitions et explosifs ont été découverts, ainsi que des tentatives de liens internationaux. Ainsi, cinq casernes ont été perquistionnées (une à Bruxelles, quatre en Flandre), ainsi que dix-huit habitations privées du nord du pays. Une bombe artisanale « assez forte pour faire exploser une voiture » a été saisie selon la police, ainsi que des armes à feu, des détonateurs, une « grande quantité » de munitions, de la propagande néonazie et des explosifs. Le principal suspect, B.T., organisait également des exercices paramilitaires, des week-ends de survie et des exercices de tirs, qui étaient pour certains organisés sur des terrains de l'armée à l'insu des autorités. Il avait aussi développé un commerce d'armes avec quelques complices. De plus, B.T. développait des contacts internationaux, notamment avec le groupe d'extrême droite néerlandais « De Nationale Alliantie ». Selon l'AFP, « la mise au jour, à un mois des élections municipales, d'un complot fomenté au sein de l'armée belge par un groupe de néonazis flamands a stupéfié de nombreux Belges et provoqué l'ire de l'extrême droite flamande, qui crie à la manipulation préélectorale. » ,,,,